# Pseudoleskea radicosa
Pseudoleskea radicosa är en bladmossart som beskrevs av John Macoun och Kindberg 1892. Pseudoleskea radicosa ingår i släktet Pseudoleskea och familjen Leskeaceae. Inga underarter finns listade i Catalogue of Life.